# Roshanara Ebrahim
Roshanara Ebrahim (sinh ngày 15 tháng 10 năm 1993) là người dẫn chương trình, người mẫu và cựu hoa hậu người Kenya. Sinh ra ở Nairobi, Kenya, cô bắt đầu sự nghiệp với tư cách là người mẫu từ năm 6 tuổi. Cô đăng quang Hoa hậu hạt Nairobi 2016 và Hoa hậu Thế giới Kenya 2016 (bị truất ngôi). Cô là đại sứ cho thương hiệu Rootia Haircare.

## Sự nghiệp

### Hoa hậu Thế giới Kenya 2016
Roshanara Ebrahim đăng quang Hoa hậu Thế giới Kenya năm 2016, nhưng đã bị tước danh hiệu sau hàng loạt tranh cãi. Evelyn Njambi là người thay thế.
Sau khi truất ngôi, Roshanara bị lôi kéo vào một vụ kiện sau khi bạn trai cũ của cô (Frank Zahlten) rò rỉ ảnh khỏa thân của cô trên mạng dẫn đến sự việc cô bị tước danh hiệu Hoa hậu Kenya. Sau đó, Roshanara đã kiện bạn trai cũ của cô và nhà tổ chức Hoa hậu Kenya - Ashley Kenya. Phán quyết của tòa án tối cao được đưa ra vào ngày 7 tháng 12 năm 2016, kết luận rằng việc lưu hành mà không được sự đồng ý các hình ảnh thân mật là một vấn đề nhân quyền, nó vi phạm quyền riêng tư con người theo Điều 31 (c) Hiến pháp Kenya. Frank Zahlten (bạn trai cũ của Roshanara), bị yêu cầu bồi thường thiệt hại cho người khởi kiện (Hoa hậu Kenya) 10.000 đô la, vì đã vi phạm quyền riêng tư của cô.

### Dẫn chương trình TV
Một thông báo đã được đưa ra vào ngày 22 tháng 10 năm 2016, rằng cô sẽ tham gia dẫn chương trình chăm sóc da trên đài KTN.

### Hoa hậu Hoàn Vũ Kenya 2021
Roshanara Ebrahim đã tham gia cuộc thi Hoa hậu Hoàn vũ Kenya 2018 nhưng không lọt vào top 20. Cô đã thử sức một lần nữa vào năm 2021. Và vào ngày 25 tháng 10 năm 2021. Tổ chức Hoa hậu Hoàn vũ Kenya công bố Roshanara nằm trong top 10 thí sinh bán kết thí sinh Hoa hậu Hoàn vũ Kenya 2021. Vào ngày 30 tháng 10 năm 2021, cô đăng quang Hoa hậu Hoàn vũ Kenya 2021.
Roshanara Ebrahim là hoa hậu Kenya đầu tiên đã chiến thắng cả hai cuộc thi Hoa hậu Thế giới Kenya 2016 và Hoa hậu Hoàn vũ Kenya 2021.